# 水野忠寛 (安房北条藩嫡子)
水野 忠寛（みずの ただひろ）は、江戸時代中期の安房国北条藩の世嗣。官位は従五位下・近江守。

## 略歴
初代藩主・水野忠定の長男として誕生した。母は水野忠位の娘。
元文元年（1736年）、徳川吉宗に御目見する。元文3年（1738年）に叙任されたが、寛保3年（1743年）に死去した。代わって、弟の忠見が嫡子となった。

## 系譜
- 父：水野忠定（1691年 - 1748年）
- 母：水野忠位の娘
- 正室：松平定章の娘
  - 長男：水野忠廉（1743年 - 1759年）